# 撒旦崇拜
撒旦崇拜是基于撒旦的一种意识形态和哲学信条。

倒五角星是撒旦教的標誌

'Satanism'是對撒旦存在的一相信或者宗教，並不是一定對撒旦的崇拜。所以這個title是不準確的翻譯，或者說是錯誤引導的翻譯。更準確的應該是 撒旦宗教。相信撒旦存在的人不一定崇拜他。

## 著名信徒

### 安东·拉维
最有名的現代撒旦教信仰者（拉维派撒旦教），是撒旦教会（Church of Satan）的創立人。他於1966年设立的撒旦教会，以尊崇人类自我為主要信仰，推廣現代撒旦信仰。發展至今規模盛大，安东·拉维死後，全球出現數個分部與分支機構。

## 外部連結
- 官方網頁 （页面存档备份，存于）